# Ейвън Козметикс България
„Ейвън Козметикс България“ ЕООД е българско предприятие за търговия на дребно с козметика със седалище в София, част от бразилската група „Натура и Ко“.
Основано е през 1999 година, а към 2017 година има около 930 служители, занимаващи се главно с директни продажби. През 2021 година има обем на продажбите от 35,6 милиона лева.